# أحمد بن محمد السديري (أحمد الكبير)
الأمير أحمد بن محمد بن تركي بن سليمان السديري، يسمى ب (أحمد الكبير). هو جد الملك عبد العزيز لأمه، وفد سنة 1239هـ إلى الإمام تركي مع جماعته أهل الغاط مبايعين للامام، ثم عينه خالد بن سعود أميرا لسدير عام 1253هـ، ويقول عنه ابن بشر: كان أحمد هذا رجلا عاقلا سمحا جوادا محبوبا عند الرؤساء وغيرهم.

## مناصبه
عينه خورشيد باشا على الاحساء فترة من عام1254هـ حين شعر أهل الأحساء بالخوف من الترك فأرسله خورشيد إليهم فهدأ روعهم لما علموا انه الأمير، ثم اعاده مرة أخرى أميرا على سدير، ولما رحل خورشيد إلى مصر عزله خالد بن سعود غيرة منه على مارأى من اكرام خورشيد له، ثم عينه عبد الله بن ثنيان على القطيف سنة 1258هـ وعينه الامام فيصل على الأحساء سنة 1260هـ ونقل إلى البريمى في سنة 1270هـ ثم نقل إلى الأحساء سنة 1273هـ وخلفه على البريمى ابنه تركي، وتوفي في الأحساء عام 1277هـ

## حياته الأسرية
كان لأحمد السديري من الأبناء والبنات:
- محمد بن أحمد بن محمد السديري.
- عبدالمحسن أحمد بن محمد السديري.
- تركي بن أحمد بن محمد السديري.
- عبد الله بن أحمد بن محمد السديري.
- عبدالعزيز بن أحمد بن محمد السديري.
- عبد الرحمن بن أحمد بن محمد السديري.
- سليمان بن أحمد بن محمد السديري.
- نوره بنت أحمد بن محمد السديري. متزوجة من الأمير جلوي بن تركي بن عبد الله آل سعود.
- طرفه بنت أحمد بن محمد السديري. متزوجة من الأمير محمد بن فيصل بن تركي آل سعود.
- سارة بنت أحمد بن محمد السديري. متزوجة من الإمام عبد الرحمن بن فيصل بن تركي آل سعود ولها من الأبناء الأمير فيصل، الأميرة نورة، الملك عبد العزيز، الأميرة منيرة، الأميرة هيا، والأمير سعد الأول.[3]

## وصلات خارجية
- http://www.k-alsudairi.com/8a.html
- http://www.obaikan.net/ALSDARA.htm
- http://www.alriyadh.com/1054227